# Walter Goehtz
Walter Goehtz (* 1. Februar 1878 in Labes, Provinz Pommern; † 30. März 1946 in Eckartsberga) war Bürgermeister der Städte Plathe und Greifenberg in Pommern.

## Leben
Goehtz begann nach dem Abitur mit dem Studium der Rechtswissenschaften an der Friedrich-Wilhelms-Universität in Berlin und wurde dort 1896 Mitglied der Berliner Burschenschaft Germania. Im Wintersemester 1898 wechselte er an die Universität Greifswald. Dort wurde er Mitglied der Greifswalder Burschenschaft Rugia.
Nach seinem Studium begann er zunächst als Hilfsarbeiter im Magistrat der Stadt Labes und wurde 1905 Hilfsarbeiter im Magistrat der Stadt Treptow an der Rega. 1906 wurde er zum Bürgermeister der Stadt Plathe ernannt und 1911 zum Bürgermeister der Stadt Greifenberg. Nach seiner Versetzung in den Ruhestand am 16. Januar 1935 lebte er im Sommer in Misdroy und im Winter in Stettin. Walter Goehtz wurde Anfang 1935 mit erst 57 Jahren ohne weitere Einkünfte aus dem Dienst entlassen.
Walther Goehtz suchte und fand eine neue Aufgabe als Aquisiteur der Alten Berlinischen Lebens-Versicherung, die seine finanzielle Lage wieder einigermaßen zurechtrückte. Es reichte zu einer Mietwohnung und nach einiger Zeit sogar zu einer kleinen Sommerwohnung in Misdroy an der Ostsee. Als der Zweite Weltkrieg gerade 6 Monate gedauert hatte, wurde Goehtz dienstverpflichtet; wegen seiner reichen Erfahrung in der kommunalen Verwaltung wurde er Dezernent für die Preisüberwachung bei dem Regierungspräsidenten in Stettin. Diese Aufgabe war zwar nicht ohne manche Widerstände zu bewältigen und wurde ab 1943 noch schwieriger. Der Bombenkrieg hatte auch die pommerschen Städte und ihre Wirtschaft mit zunehmender Wucht getroffen, Stettin besonders. Im März 1945 eroberten die Russen Stettin. Kümmerlich von Tag zu Tag vegetierend, durchlebte Goehtz den Sommer 1945. Nach dem noch viel schlimmeren Winter 1945/46 gelang es dem jüngsten Sohn, die fast verhungerten Eltern auf abenteuerliche Weise nach Born auf dem Darss zu bringen. Vier Wochen später verstarb Walter Goehtz in Eckartsberga/Thüringen an Herzversagen.

## Familie
Walter Goehtz war verheiratet mit Marie geb. Ulbrich (* 8. Februar 1887 in Glauchau; † 13. August 1979 in München) und hatte drei Söhne Hans Peter Ulrich Goehtz (* 23. März 1908 in Plathe/Pommern), Werner Georg Adolf (Sepp) Goehtz (* 14. Juli 1910 in Plathe) und Hans Dieter Goehtz (* 13. April 1917 in Greifenberg).